# シンガポール市街地コース
マリーナベイ・ストリート・サーキット（Marina Bay Street Circuit, シンガポール市街地コース）はシンガポールにある公道コース。2008年から開催されているF1シンガポールグランプリで使用されるサーキット。

## 解説

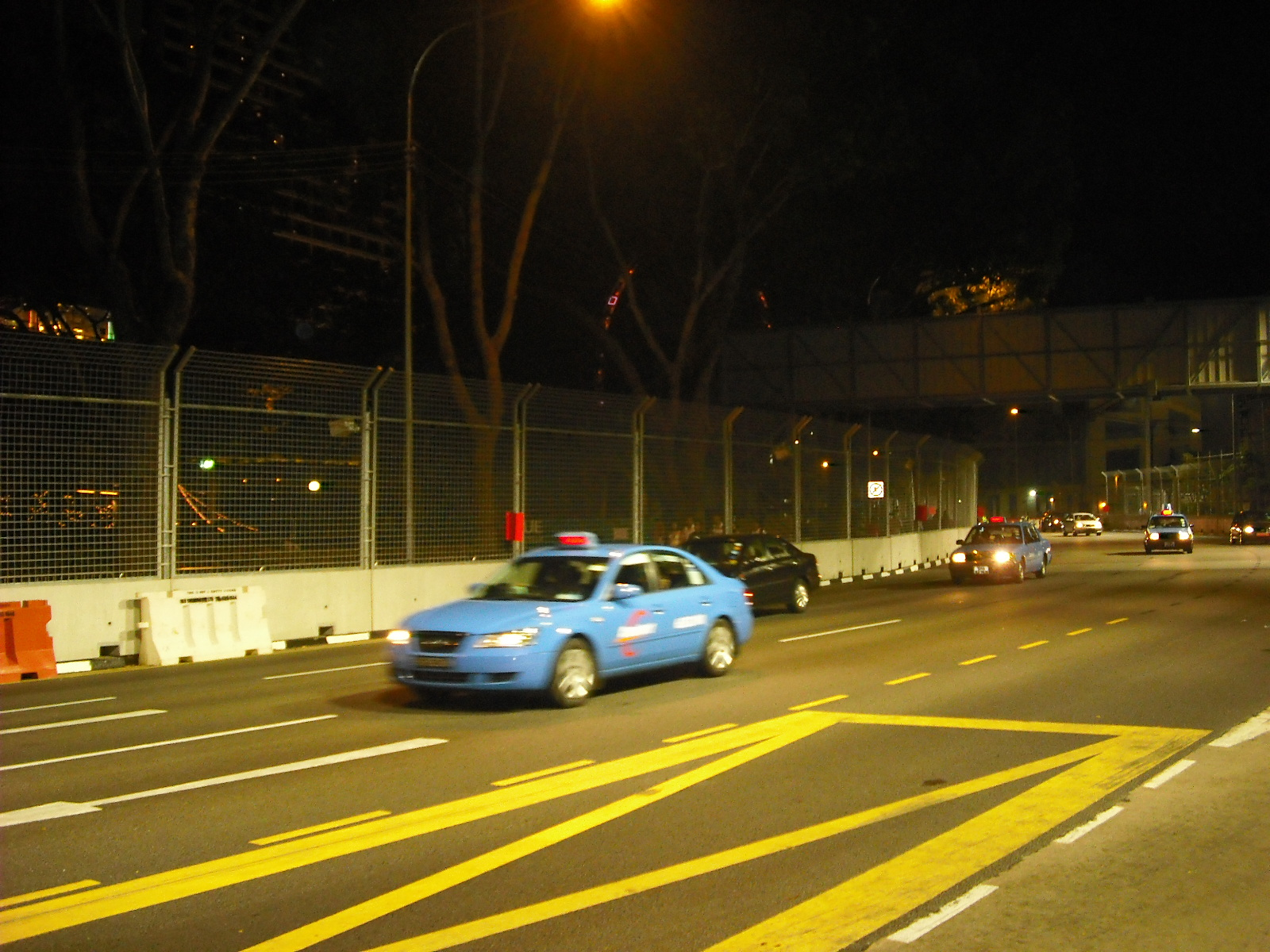
工事中の市街地コース

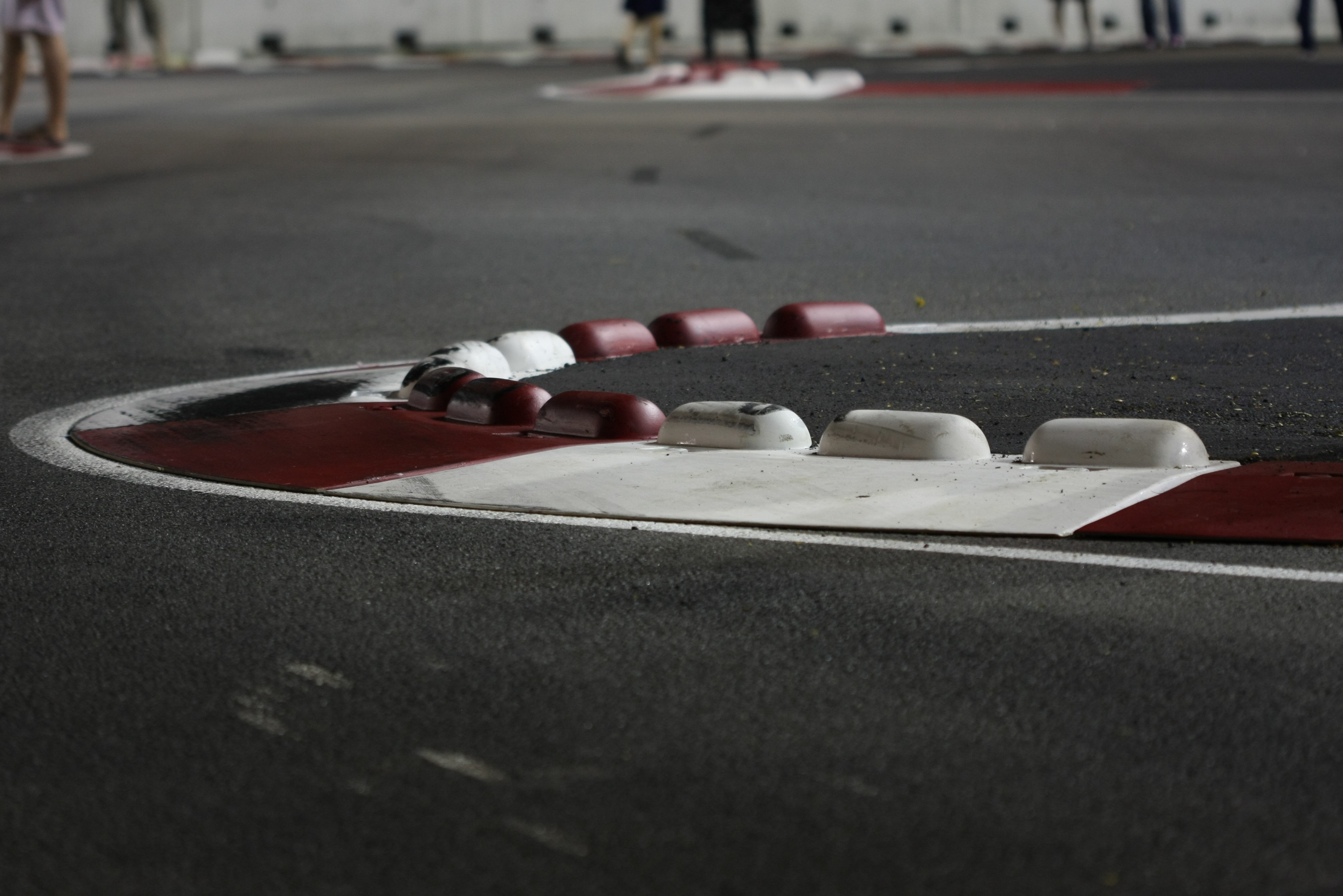
10コーナーの縁石

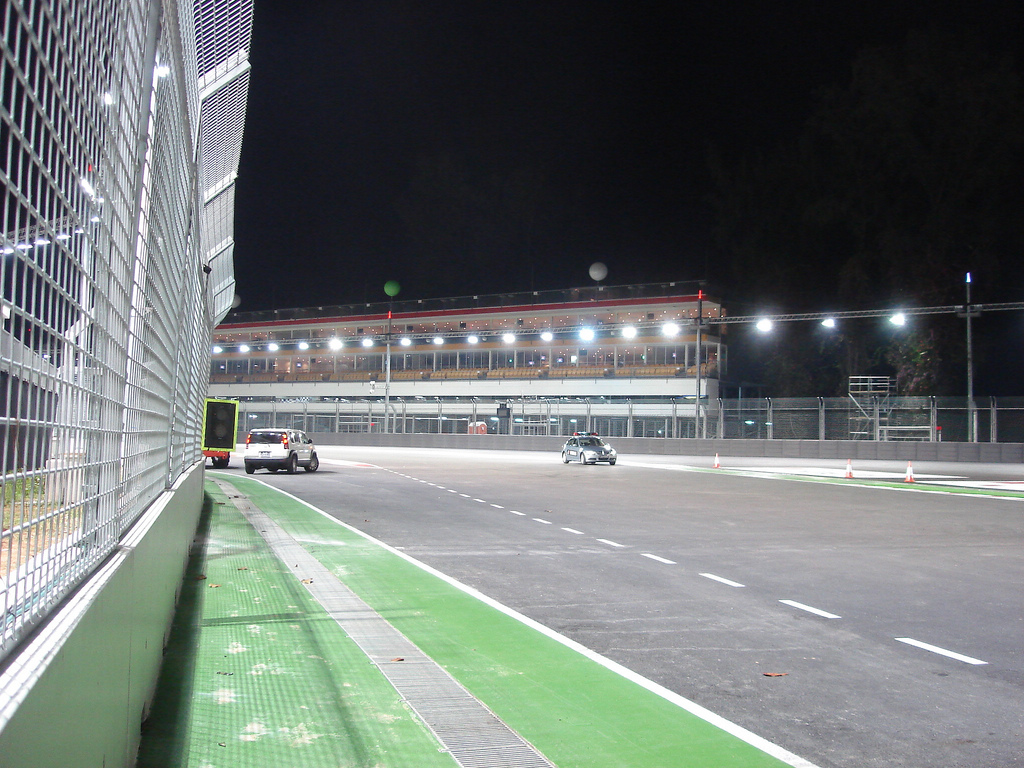
最終コーナー

シンガポールの首都シンガポール中心部と隣接するマリーナ湾岸地域にまたがって特設される。コースとして使用される公道の75％はシンガポール政府が管理するものである。ホームストレート、ピット周辺は道路ではなく、マリーナプロムナードの公園部分に路面を舗装している。コース全長は5.063km、コーナー数は23。2023年よりコース全長が4.940km、コーナー数が19になる。
F1においては初めてナイトレースでのコースとして使用された。周回数は61周（308.706km）。2023年からは周回数が62周になる。セーフティーカーが出ると2時間ルールに抵触する可能性が非常に高く、コース短縮やモナコGP同様、特例でのレース距離短縮が度々話題に上がる。セーフティーカーは2024年以外毎回出動している。2017年度までは全て1時間55分以上を決着に要し、2012年・2014年・2017年は2時間オーバーでレース打ち切りとなっている（2015年は61周で終わったが2時間オーバー）。1周に要する時間は1分40秒前後であり、全長7kmを誇るスパ・フランコルシャンと同等である。レース最短時間は、2024年開催の1時間40分52秒571である。
2023年からは環境面に配慮し、ピットへの太陽光発電システムが導入され、レーストラックの照明が全てLEDに切り替えられた。

## コース概要
ホームストレートを通過すると、左、右と切り返す1・2コーナーのシケイン。非常に狭く、スタート時の混乱が起こる事がある。続く3コーナーを左に180度回り込み、一気に加速する。中速の5コーナーを抜けるとラッフルズ・ブルバードへ。コースで一番スピードが出るエリアであるが路面がバンピーなため、上下にバウンドしながら火花を出して走行するマシンが多い。直後の7コーナーは最大のオーバーテイクポイントとなる。
8・9コーナーと交差点の90度ターンを通過し、「シンガポール・スリング」と呼ばれる名物の10コーナーのシケインへ。ブレーキを踏み込み、ある程度スピードを生かしながら左、右、左と切り返す難コーナー。縁石が非常に高く、カマボコのような独特の形状をしている。2008年はキミ・ライコネンがこの縁石に乗ってコントロールを失い、ウォールにクラッシュした。2013年より切り返しのないひとつのコーナーに改修された。その後短い橋（アンダーソン・ブリッジ）を渡り、タイトな13コーナー（マーライオンヘアピン）を回り込む。
直線の後に8コーナーと同じ交差点にある14コーナーを通過し、コの字型のシケインが連続する低速セクションへと入る。公道の下をくぐる18～21コーナーは道幅が非常に狭い上、見通しが悪く、壁にぶつかった車に後続が突っ込む多重クラッシュが起こりやすい。最後に22・23コーナーの高速複合コーナーを抜けると1周となる。
2023年に16〜19コーナーが直線に改修され、コーナー数が19に減らされたが、これはイベント施設のNSスクエアを建設することによる一時的なレイアウト変更であり、2024年以降は元のレイアウトに戻る予定だったが、2024年もこのレイアウトが継続され、直線化されたターン14からターン16の間にもDRSゾーンが設定された。

### コースレイアウトの変遷

2008-2012年
2013-2014年
2015-2017年
2018-2022年
2023年-

## 安全性

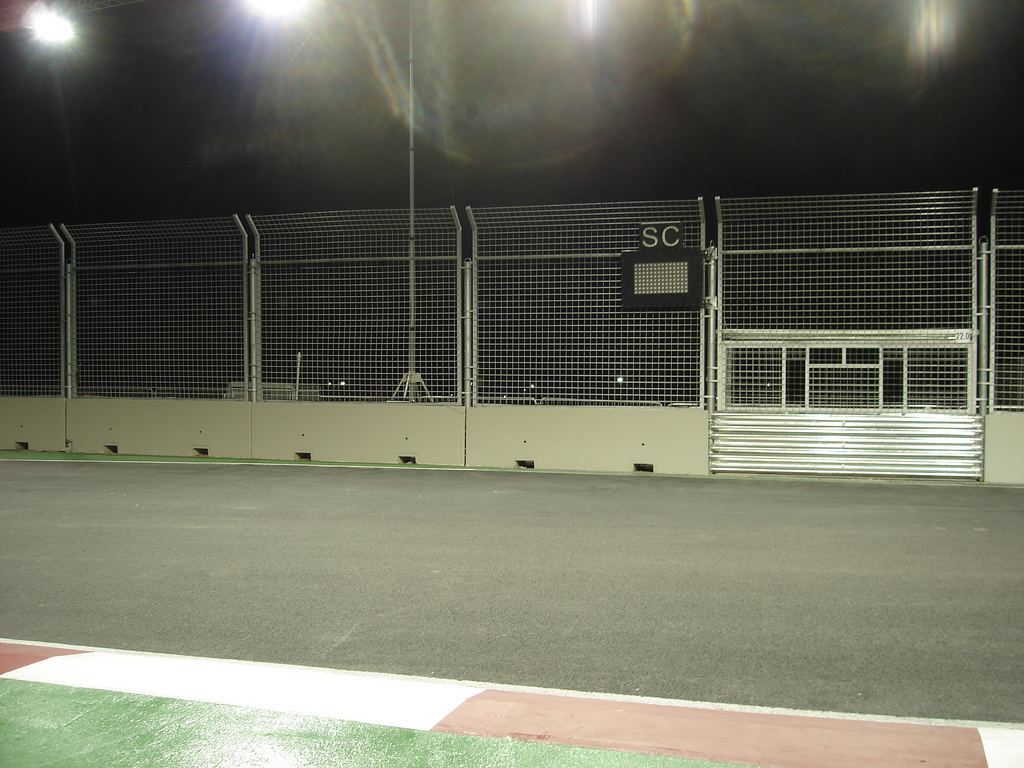
デジタルマーシャル

市街地サーキットではあるが、最もスピードの出る最高速地点(第6コーナー付近)では、300km/h以上の速度が出る。また、モナコGPや同じアジアで開催される（F3）マカオグランプリ同様公道を使用するためコース幅が狭く、最も狭い区間では橋を渡る区間で約8m程しかない。
シンガポールグランプリが開催されるまでは、照明の明るさが問題となっていたが、開催されると明るさは十分と判明した。照明システムの担当は、イタリアのバレリオ・マイオリ社。照明の明るさは、コース全体で3000ルクス。電力は、12基の発電機により供給される。出力系統は2つあり、万が一トラブルが発生した場合でもバックアップできる仕組みになっている。レース旗が見えない可能性があるということで、通常のフラッグと併用して、初めて電光掲示板によるフラッグ表示が行われた。
初開催時には、照明よりも路面の凹凸の方が問題となった。5コーナーからの全開区間では、マシンの下のスキッドブロックが擦れ火花が散る場面が何度も見られたり、振動によりドライバーの脚がモノコック内でぶつかりあざだらけになったりなどした。2009年のコース路面再舗装で多少改善されている。
また、ピットロード入り口が最終コーナーと重なるため、ピットへ戻るため減速するマシンとコース上のマシンの速度差が危険になるとドライバー達から指摘された。2008年は暫定的に手前の21コーナーまでピット進入レーンを延長し、2009年より正式に改修された。
全体的にかなり水はけが悪く、セッション前に大雨が降ると路面が全く乾かないままウエットセッションとなる事もある。土地柄、午後にはスコールがよく降るが、2012年まで決勝はすべてドライコンディションで行われてきた。

## 経済効果
市街地サーキットを設置する構想は毎年議論を呼んでいる。開催2ヶ月前から始まるコース設置作業は、交通機関へ影響を及ぼし、コース周辺のホテル、商業施設への集客の妨げとなることが多く、迂回路による局地的な渋滞や観光ルートの変更などレース開催の前後数ヶ月は多くの対応を余儀なくされる。一方レースに関係したメディア露出によって、各国からの観光客誘致の大きな要素となり、コース近隣のホテルではレース前後の期間は部屋の料金がF1価格に高騰。通常価格の2倍から3倍になる。

## 環境

### 山火事の影響
シンガポールは、毎年6月から10月にかけてインドネシア・スマトラ島などからもたらされる山火事由来のスモッグにさらされる。2019年9月のF1開催時にも市街地全体が煙霧に包まれる状態になっており、マシンの走行に伴って路面に積もったダストが舞い上がる現象が見られた。

### 動物の侵入
2016年、2023年、2024年にはコース内に大きなトカゲが侵入。フリー走行中に黄色旗（2024年は赤色旗）が出た。